# Hetaeriobius bucki
Hetaeriobius bucki är en skalbaggsart som beskrevs av August Reichensperger 1925. Hetaeriobius bucki ingår i släktet Hetaeriobius och familjen stumpbaggar. Inga underarter finns listade i Catalogue of Life.